# Perham (Maine)
Perham es un pueblo ubicado en el condado de Aroostook en el estado estadounidense de Maine. En el Censo de 2010 tenía una población de 386 habitantes y una densidad poblacional de 4,07 personas por km².

## Geografía
Perham se encuentra ubicado en las coordenadas 46°53′33″N 68°12′57″O / 46.89250, -68.21583. Según la Oficina del Censo de los Estados Unidos, Perham tiene una superficie total de 94.9 km², de la cual 94.62 km² corresponden a tierra firme y (0.29%) 0.28 km² es agua.

## Demografía
Según el censo de 2010, había 386 personas residiendo en Perham. La densidad de población era de 4,07 hab./km². De los 386 habitantes, Perham estaba compuesto por el 97.41% blancos, el 0% eran afroamericanos, el 2.33% eran amerindios, el 0% eran asiáticos, el 0% eran isleños del Pacífico, el 0% eran de otras razas y el 0.26% pertenecían a dos o más razas. Del total de la población el 0% eran hispanos o latinos de cualquier raza.